# オレクサンドル・ピシュチュル
オレクサンドル・ヴィタリヨヴィチ・ピシュチュル（ラテン文字:Oleksandr Pyschur、ウクライナ語: Олександр Віталійович Пищур、1981年1月29日 - ）は、ウクライナ・チェルニーヒウ出身の元プロサッカー選手である。現役時代のポジションはFW。ピシュルと表記されることもあるが、ロシア語読みに近いと言える。
ピシュチュルはヴォリン・ルーツィク所属の2008-09シーズンに24ゴール (4PK)をとり、ウクライナリーグ2部において得点王を獲得した。MFKルジョムベロクに移籍した2009-10シーズンはスロバキアリーグ1部4位となる11ゴールをマーク、チームの得点王となった。
ヴォリン・ルーツィクで主将を務めた後、ピシュチュルはタフリヤ・シンフェロポリへと移籍した。2013年にFCブニョドコルに移籍した。